# Stephensia
Stephensia là một chi bướm đêm rất nhỏ trong họ Lepidoptera.

## Các loài
- Stephensia armata Sruoga, 2003
- Stephensia brunichella Linnaeus, 1767
- Stephensia cunilea
- Stephensia jalmarella Kaila, 1992
- Stephensia staudingeri Nielson và Traugatt-Olson, 1981
- Stephensia stephensella